# Pleurostachys scaposa
Pleurostachys scaposa är en halvgräsart som beskrevs av Charles Baron Clarke. Pleurostachys scaposa ingår i släktet Pleurostachys och familjen halvgräs. Inga underarter finns listade i Catalogue of Life.